# Equatòria Occidental
Equatoria Occidental o Equatoria de l'Oest (anglès Western Equatòria) és un del deu estats del Sudan del Sud. Té una superfície de 79.319 km² i la població el 2008 era de 619.029 habitants. La seva capital és Yambio.

## Dades de l'estat
L'economia de l'estat és bàsicament agrícola, amb fusta de qualitat als boscos que és el seu principal producte. La principal tribu del país són els zande o azande, la tercera ètnia més important del Sudan del Sud després dels dinkes i els nuers.
Està dividit administrativament en comtats dirigits per comissionats nomenats pel president de la república. Els comtats són deu:
- Yambio
- Nzara
- Ibba
- Ezo
- Maridi East
- Tambora
- Mundri West
- Mvolo
- Najero
- Mundri

## Història
Als anys vuitanta del segle xix la regió fou governada pel rei Gbudwe dels azande (zande). Des de 1899 a 1955 va formar part del Sudan Anglo-egipci. L'1 de gener de 1956 el territori va quedar integrat al Sudan independent. Des de 1955 fou teatre de la lluita dels Anya Anya (després coneguts com a Anya Anya I) fins a l'acord de pau d'Addis Abeba el 1973 passant llavors a formar part de la regió autònoma del Sudan del Sud; després del 1983 la regió fou suprimida i es van crear tres regions descentralitzades unes les quals fou Equatòria de la qual el territori va formar part; llavors hi va començar a operar el SPLA de John Garang. El 1991 es va adoptar el sistema federal i la regió d'Equatòria va esdevenir estat. El 1994 es va dividir en tres estats, un dels quals fou Equatòria Occidental. Vers el 2000 havia establert la seva base al territori el moviment Exèrcit de Resistència del Senyor (LRA) de Joseph Kony, a la zona fronterera amb la República Democràtica del Congo. La guerra civil va durar fins al 2002, i formalment no hi va haver una aturada total fins a l'Acord de Pau Complet del gener del 2005. Després d'això el SPLA va controlar més estretament el territori i les activitats del moviment de Kony es van haver de traslladar a l'interior del Congo però van fer incursions al Sudan; el 2009 les comunitats locals van formar unitats de protecció contra el LRA conegudes com els Nois de les Fletxes (Arrow Boys)

## Governadors
- Isaiah Bol Riyani 1994 - 2001
- James Mima Yanyandi 2001 - 2005
- Riek Machar (interí) 18 de juliol de 2005 - 30 de setembre de 2005
- Patrick Raphael Zamoi 2005 - 2006
- Joseph Ng'ere Pachiko (interí) 16 de juny de 2006 - 5 de setembre de 2006
- Samuel Abu John Kabashi 2006 - 2008 (mort en el càrrec)
- Sra. Jasmine Samuel (interina) 20 de febrer de 2008 - 7 de març de 2008
- Sra. Jemma Nunu Kumba 2008 - 2010
- Bangasi Joseph Bakosoro 2010 -